# پارتاکن
پارِتاکِن یا پَریتَکان یا ماد پارِتاکِنا (Paraitakene, Paraetacene) نام باستانی منطقهٔ فَریدَن در محدودهٔ استان اصفهان کنونی است که میان دو رشته‌کوه موازی، در شمال کوه رود، و در جنوب رشته‌های جبال جنوبی ایران که دنبالهٔ سلسلهٔ زاگرس می‌باشد، محدود شده‌است؛ و از سوی جنوب غرب کوه‌ها آن را از عیلام جدا می‌سازند و در جنوب شرق به توسط بیابان، از فلات فارس مجزا می‌باشد. در بخش شمال غربی این دره رودک زاینده رود جاری است و شهر اصفهان بر کرانهٔ آن قرار دارد. این رود به دریاچه شور می‌ریزد. به موازات آن، اندکی شرقی‌تر، آنسوی رشته جبال کوه رود درهٔ دیگری وجود دارد که شهر کنونی یزد در آن واقع است این ناحیه را در عهد باستان غالباً جزو کشور ماد برمی‌شمردند.

## پیشینه
با اشیای بدست آمده در منطقهٔ فریدن امروزی مورخان قدمت زیست انسان در پارتاکن را در حدود ۷ الی ۱۰ هزار سال پیش تخمین می‌زنند.
پارتاکن نامی است که ریشهٔ آن وضوحاً ایرانی می‌باشد و در آسیای میانه هم شنیده شده‌است. ظاهراً پارتاکنیان از دیگر مادها جدا می‌زیستند. عده‌ای به این باورند که واژهٔ «پارتیکن» مرکب از دو کلمهٔ «پارت» + «کان» به معنی مکان یا سرزمین پارتی بوده. گذشته از هرودوت دیگر مؤلفان باستان نیز از «پارتاکنا» یاد می‌کنند مارکوات صحیح‌ترین اشتقاق را بدست می‌دهد: «پارا - ایتا - کا» به معنی ناحیه‌ای که توسط رودی شسته شده باشد، مانند رودبار در فارسی کنونی. دیگر اشتقاق‌های ممکن و محتمل این کلمه به قرار زیر است: پاراتاکا به معنی به پیش‌رونده + پسوند آن یا پسوند صفتی، مکانی کان یا پاری‌تاکا. به همین معنی. این اصطلاح تا اکنون در درهٔ زاینده رود به صورت فریدن محفوظ مانده‌است.
هرودوت می‌گوید: «مادها به شش قبیله تقسیم می‌شدند: بوسیان، پاراتاکنیان، استروخانیان، ایرانتیان، بودیان و مغ‌ها؛ قبل از آن که مادها به قدرت برسند و بر اریکهٔ قدرت بنشینند، در مقابل دولت آشور اتحادیه‌ای از قبایل را تشکیل داده بودند. این اتحادیه از شش قبیله تشکیل می‌شد که یکی از آن‌ها قبیلهٔ «پارتاکن» بودند که در حوالی اصفهان امروزی زندگی می‌کردند.

### پارتاکن در منبع آشوری
در حملهٔ نا فرجام آشوریان به ماد شرقی سه تن از پیشوایان مادهای دور دست در مرز بیابان نمکزار (دشت کویر) و پای کوه بیکنی (دماوند) به سردار آشوری متوسل شده یاری طلبیدند. این سه نفر عبارت بودند از اوپیس فرمانفرمای پارتاکّی و زاناسان فرمانفرمای پارتوکّی و راماتی فرمانفرمای اور کازابارنا. گرچه در هر سه مورد لفظ نقطهٔ مسکون یا دهکده در متن آمده ولی اکثر محققان موافقند که منظور ناحیه است نه دهکده. محتملا پارتاکّا همان پارتاکانو - ی متون سارگون دوم یعنی پارتاکنا - ناحیهٔ کنونی منطقۀ فریدن می باشد .

## گزارش هرودوت
برای تعیین اسامی عضو اتحادیه قبایل ماد باید به کلام هرودوت متوسل شد. او می‌گوید که مادها به شش قبیله تقسیم می‌شدند:
- بوسیان
- پارتاکنیان، که در ناحیهٔ فریدن کنونی می‌زیستند.
- استرخاتیان
- آریزانتیان
- بودیان
- مغ‌ها

در مرز ماد و پارس مرکز شهر گابای قرار داشت، همان G,B پارت‌ها و GAY زمان ساسانیان. در ۳–۵ کیلومتری شهر اصفهان.

## دیگر نواحی ماد سفلی
گذشته از ۱۲ ناحیهٔ یاد شده در ماد آتروپاتن و ماد سفلی ولایات دیگری نیز - خارج از حدود ویژهٔ ماد - به آن دولت گرایش داشتند. از آنجمله بود سرزمین‌های کرانهٔ کاسپی که فقط از طریق ماد یا با دنیای خارج مربوط بود. در جنگل‌های انبوه گرمسیری این ناحیه قبایلی می‌زیستند که غالباً از شکار روزگار می‌گذراندند و از مادها عقب مانده‌تر بودند. اینجا در آن زمان و بعدها معمولاً بقایای زبان‌هایی که در خود خاک ماد از میان رفتند، محفوظ ماندند و این واقعه موجب پیدایش تفاوت ظاهری قومی میان ساکنان نواحی اخیرالذکر و مردم کرانهٔ دریای کاسپین گشت. هنوز در زمان حاضر هم تات‌ها و تالش‌ها و گیلک‌ها و مازندرانی‌ها به زبان‌هایی سخن می‌گویند که خود بقایای زبان هندواروپایی می‌باشد که در آغاز لسان ماد شرقی بوده. امتیاز ویژهٔ این زبان‌ها کهنگی و مهجوری ترکیب اصوات می‌باشد که در بسیاری از موارد با زبان پارسی تفاوت داشته، با مادی و پارتی و اوستایی مشابهت دارد. بدین سبب اکر تات‌ها و تالش‌ها را مادهایی بشماریم که به عنف پارسی شده‌اند، کاملاً راه خطا پیموده‌ایم. با اینکه در لهجه‌های مزبور از لحاظ منشأ ذخیرهٔ لغوی سهم فارسی فوق‌العاده بزرگ است ولی کاملاً مبنا و مایهٔ مادی خود را حفظ کرده‌اند.
ولی نفوذ زبان مادی هندواروپایی در نواحی کاسپین پدیده‌ای ثانوی بوده. در دورهٔ سلطنت مادها کاسپیان و دیگر قبایل کرانهٔ دریای کاسپین ظاهراً لهجه‌های قدیمی‌تر هندواروپایی خویش را که در ماد غربی نیز متداول بوده، حفظ کرده بودند. باید سرزمین ارمنستان را که رود ارس از ماد جدا می‌کرد نیز، در عهد باستان، واجد ارتباط نزدیک با کشور اخیر بدانیم.
سرزمین ارمنستان که در آغاز هزارهٔ اول پ.م. از جهات و مسیرهای اصلی لشکرکشی‌ها و نقل و نتقالات قبایل بر کنار بود، شرایطی را که در دورهٔ ماقبل خاص ماد بود، در مدت طویل‌تری حفظ کرد. متأسفانه وضع منابع باستانشناسی و کتبی اجازه نمی‌دهد ویژگی مناسبات ماد و ارمنستان را دقیق‌تر مشخص سازیم.